# Rugby Americas North Trophy 2018
El Rugby Americas North Trophy de 2018 fue la 1ª edición del torneo que organiza la Confederación Norteamericana.
Fue la primera edición de la tercera categoría de Rugby Americas North.

## Equipos participantes
- Selección de rugby de Curazao
- Selección de rugby de Guadalupe
- Selección de rugby de República Dominicana

## Posiciones
| Pos. | Equipo               | Encuentros | Encuentros | Encuentros | Encuentros | Tantos  | Tantos    | Tantos     | Puntos Bonus | Puntos Totales |
| Pos. | Equipo               | jugados    | ganados    | empatados  | perdidos   | a favor | en contra | diferencia | Puntos Bonus | Puntos Totales |
| ---- | -------------------- | ---------- | ---------- | ---------- | ---------- | ------- | --------- | ---------- | ------------ | -------------- |
| 1    | Guadalupe            | 2          | 1          | 0          | 1          | 44      | 20        | + 24       | 2            | 6              |
| 2    | República Dominicana | 2          | 1          | 0          | 1          | 63      | 56        | + 7        | 1            | 5              |
| 3    | Curazao              | 2          | 1          | 0          | 1          | 24      | 51        | - 27       | 0            | 4              |

Nota: Se otorgan 4 puntos al equipo que gane un partido y 2 al que empate
Puntos Bonus: 1 punto por convertir 4 tries o más en un partido y 1 al equipo que pierda por no más de 7 tantos de diferencia

## Resultados
| 14 de abril | Curazao | 17 - 46 | República Dominicana |  |  |

| 11 de mayo | Guadalupe | 5 - 7 | Curazao |  |  |

| 9 de junio | República Dominicana | 17 - 39 | Guadalupe |  |  |

| Bandera de Guadalupe (Francia) |
| Campeón Guadalupe              |
| Primer título                  |